# Лица (ТВ филм)
Лица је југословенски телевизијски филм из 1972. године. Режирао га је Славољуб Стефановић Раваси а сценарио је написала Олга Савић.

## Улоге
| Глумац              | Улога |
| ------------------- | ----- |
| Александар Берчек   |       |
| Адем Чејван         |       |
| Марија Црнобори     |       |
| Ирена Колесар       |       |
| Миодраг Радовановић |       |
| Зоран Ристановић    |       |
| Славко Симић        |       |
| Олга Спиридоновић   |       |